# Niki Vörös
Nikolett „Niki“ Vörös (* 19. Februar 1979 in Esztergom) ist eine ungarische Jazzsängerin.

## Leben und Wirken
Vörös erhielt zunächst klassischen Klavierunterricht. Als Jugendliche begann sie bereits, in Amateurbands Jazz zu singen. 1996 beteiligte sie sich an der Fernsehshow What You Know?, bei der sie das Halbfinale erreichte. Als Schülerin von László Hunyadi und Agnes Halkovics begann sie 2001 ihre Ausbildung in Jazzgesang an der Ferenc-Erkel-Musikschule. 2006 wurde sie in die Jazzgesangsabteilung der Franz-Liszt-Musikakademie als Studentin von Gábor Winand aufgenommen.  In den Jahren 2007 und 2008 gewann sie den Preis für die beste Jazzsängerin beim Paks Talent Festival. Sie erhielt ein staatliches Stipendium für das Jahr 2009/2010 für ihre außergewöhnlichen schulischen Leistungen und schloss ihr Studium 2010 als Schülerin von Ágnes Lakatos, Irma Holczer und Tamás Berki mit Auszeichnung ab.
Gemeinsam mit ihrem Bruder bildete Vörös ihr eigenes Quartett. Ihr Debütalbum Ask Yourself Why. Salute to Michel Legrand wurde von der Kritik hoch gelobt. Sie trat auch erfolgreich in Großbritannien auf. Ihr zweites Album Left Alone (2019) widmete sie dem Gesang von Abbey Lincoln.

## Diskographische Hinweise
- Ask Yourself Why (2012)
- Niki Vörös Quartet Feat. Gábor Subicz: Left Alone – Songs from Abbey Lincoln … That Stayed With Me (2019, mit László Vörös, Tibor Csuhaj-Barna, György Jeszenszky)